# Municipio de Princeton (Nueva Jersey)
El municipio de Princeton (en inglés: Princeton Township) es un municipio ubicado en el condado de Mercer en el estado estadounidense de Nueva Jersey. En el año 2010 tenía una población de 16.265 habitantes y una densidad poblacional de 378,26 personas por km². La banda de rock y blues Blues Traveler es originaria de esta localidad.

## Geografía
El municipio de Princeton se encuentra ubicado en las coordenadas 40°21′47″N 74°39′41″O / 40.36306, -74.66139.

## Demografía
Según la Oficina del Censo en 2000 los ingresos medios por hogar en el municipio eran de $94,580 y los ingresos medios por familia eran $123,098. Los hombres tenían unos ingresos medios de $77,845 frente a los $41,563 para las mujeres. La renta per cápita para la localidad era de $56,360. Alrededor del 5,7% de la población estaba por debajo del umbral de pobreza.